# Вулиця Романа Левицького
Ву́лиця Рома́на Леви́цького — вулиця в Івано-Франківську, що сполучає вулиці Ленкавського й Набережну ім. Стефаника. Знаходиться у північно-західній частині міста, в межах колишньої дільниці Княгинин — Бельведер.

## Історія

Портрет Романа Левицького в обласній організації Народного Руху України

Виникла в 1920-х роках. У часи польської окупації названа вулицею Йосипа Більчевського — іменем львівського римо-католицького архієпископа і римо-католицького святого. 
Під час німецької окупації вулиця носила назву Промислова.
Від 1945 р. до 1990 р. називалася вул. Соцзмагання.
На сусідній вулиці Кармелюка 12 серпня 1989 року був убитий за приховуваних Івано-Франківським УКДБ обставин працівник локомотиворемонтного заводу, активіст Народного руху України Роман Левицький. Через убивство одного із засновників — Романа Левицького, скликані на 12 серпня 1989 року установчі збори обласної організації Народного Руху України перенесені на 13 серпня 1989 року. У 1990 році вулиця Соцзмагання була перейменована на честь загиблого рухівця. На початку вулиці на розі з вул. Ленкавського 12 серпня 1990 року під час багатотисячного поминального мітингу відкрито пам'ятник Роману Левицькому.

## Будівлі
Котеджна забудова початку вулиці змінюється промисловою забудовою наприкінці.